# Супранівська сільська рада
Супрані́вська сільська́ ра́да — адміністративно-територіальна одиниця та орган місцевого самоврядування в Підволочиському районі Тернопільської області. Адміністративний центр — село Супранівка.

## Загальні відомості
- Територія ради: 3,697 км²
- Населення ради: 882 особи (станом на 2001 рік)

## Населені пункти
Сільській раді підпорядковані населені пункти:
- с. Супранівка
- с. Коршилівка
- с. Росохуватець

## Склад ради
Рада складається з 14 депутатів та голови.
- Голова ради: Угрин Михайло Володимирович
- Секретар ради: Шалига Ганна Ярославівна

### Керівний склад попередніх скликань
| Прізвище, ім'я, по батькові | Основні відомості                                                               | Дата обрання | Дата звільнення |
| --------------------------- | ------------------------------------------------------------------------------- | ------------ | --------------- |
| Угрин Михайло Володимирович | Сільський голова, 1957 року народження, освіта середня спеціальна               | 26.03.2006   | 31.10.2010      |
| Угрин Михайло Володимирович | Сільський голова, 1957 року народження, освіта середня спеціальна, безпартійний | 31.10.2010   |                 |

Примітка: таблиця складена за даними сайту Верховної Ради України

### Депутати
За результатами місцевих виборів 2010 року депутатами ради стали:

#### За суб'єктами висування
| Суб'єкт висування                                       | Кількість обраних депутатів | %    |
| ------------------------------------------------------- | --------------------------- | ---- |
| Самовисування                                           | 7                           | 50   |
| Політична партія Народний Рух України                   | 5                           | 35,7 |
| Комуністична партія України                             | 1                           | 7,1  |
| Політична партія Всеукраїнське об'єднання «Батьківщина» | 1                           | 7,1  |

#### За округами
| № округу                                                | Прізвище, ім'я, по батькові     | Дата визнання обраним | Освіта           | Партійна приналежність                        | Відомості про обраного депутата                                                                |
| ------------------------------------------------------- | ------------------------------- | --------------------- | ---------------- | --------------------------------------------- | ---------------------------------------------------------------------------------------------- |
| Комуністична партія України                             |                                 |                       |                  |                                               |                                                                                                |
| 3                                                       | Мацієвич Марія Іванівна         | 01.11.2010            | вища             | позапартійна                                  | Супранівська сільська рада, головний бухгалтер                                                 |
| Політична партія Всеукраїнське об'єднання «Батьківщина» |                                 |                       |                  |                                               |                                                                                                |
| 5                                                       | Сапрун Ольга Романівна          | 01.11.2010            | вища             | член Всеукраїнського об'єднання «Батьківщина» | Супранівська школа, вчитель                                                                    |
| Політична партія Народний Рух України                   |                                 |                       |                  |                                               |                                                                                                |
| 6                                                       | Гусак Ігор Мирославович         | 01.11.2010            | незакінчена вища | позапартійний                                 | Тернопільський національний технічний університет ім. І. Пулюя, студент                        |
| 7                                                       | Тесля Євгеній Іванович          | 01.11.2010            | вища             | позапартійний                                 | ВАТ Підволочиськ газ, слюсар                                                                   |
| 9                                                       | Галан Світлана Йосипівна        | 01.11.2010            | вища             | позапартійна                                  | Супранівська школа, вчитель                                                                    |
| 10                                                      | Краснопера Ганна Михайлівна     | 01.11.2010            | вища             | позапартійна                                  | Супранівська школа, вчитель                                                                    |
| 11                                                      | Олещук Софія Василівна          | 01.11.2010            | вища             | позапартійна                                  | тимчасово не працює                                                                            |
| Самовисування                                           |                                 |                       |                  |                                               |                                                                                                |
| 1                                                       | Геляс Галина Василівна          | 01.11.2010            | вища             | позапартійна                                  | Підволочиськ РДА, головний спеціаліст відділу фінансово-господарського забезпеченняапарату РДА |
| 2                                                       | Квас Сергій Богданович          | 01.11.2010            | вища             | позапартійний                                 | Тернопільський національний економічний університет, студент                                   |
| 4                                                       | Маслій Ігор Данкович            | 01.11.2010            | вища             | позапартійний                                 | Супранівська школа, директор                                                                   |
| 8                                                       | Лук'янцева Тетяна Володимирівна | 01.11.2010            | вища             | позапартійна                                  | супранівська сільська бібліотека, зав бібліотекою                                              |
| 12                                                      | Іваницька Наталія Павлівна      | 01.11.2010            | вища             | позапартійна                                  | с. Супранівка, підприємець                                                                     |
| 13                                                      | Шалига Ганна Ярославівна        | 01.11.2010            | вища             | позапартійна                                  | Супранівська сільська рада, секретар                                                           |
| 14                                                      | Штундер Ольга Ярославівна       | 01.11.2010            | вища             | позапартійна                                  | Підволочиськ Ощадбанк, касир                                                                   |